# Ponce (moine)
Pour les articles homonymes, voir Ponce (homonymie).
Ponce, OCat, actif entre 1115 et 1141, est d'abord moine bénédictin de l'abbaye Notre-Dame d'Ambronay, puis cofondateur de la chartreuse Notre-Dame de Portes avec Bernard, devenu  le premier prieur.
Selon une tradition du XVIIe siècle, Ponce serait originaire de Rossillon. Il devient le premier procureur du monastère et occupe cette charge difficile jusqu'en 1135. Le vieil homme la laisse à Boson de Benonces, un parent d'Anthelme de Chignin et l'un des premiers à avoir rejoint la chartreuse de Portes. Redevenu simple religieux, « par son exemple et ses entretiens tout imprégnés d'amour, il réussit à attirer plusieurs gentil-hommes [sic] à la vie religieuse ».
En 1141, Falque, archevêque de Lyon, vient visiter la chartreuse afin de régler le conflit entre Portes et le prieuré construit à Ordonnaz par les chanoines réguliers de Saint Ruf, sur les limites des terrains appartenant aux uns et aux autres. Ponce signe en bas de la charte commémorative de l'accord, dont l'original existe encore, et « ce fut peu après qu'il termina sa sainte vie »,.